# Сагайдачного, 24
Будинок № 24 (Подільський універмаг) — частина колишнього торговельно-житлового будинку. Розташований на розі вулиці Петра Сагайдачного і Контрактової площі, що на Подолі у Києві.
За визначенням дослідників, будівля — відіграє значну роль у формуванні панорами Контрактової площі. Капітально перебудована у 1930-х роках споруда репрезентує етап розвитку тогочасної архітектури.
Наказом головного управління охорони культурної спадщини № 53 від 25 вересня 2006 року будинок поставлений на облік пам'яток архітектури місцевого значення.

## Історія кам'яниці
Садиба відома з кінця XVII сторіччя. Її зафіксували вже на плані Києва 1695 року. На початку XVIII сторіччя ділянка, яка займала квартал, належала грекові Астаматію Стоматі. Його коштом у 1738 році для громади купців-греків спорудили церкву святої Катерини. Навколо неї виникла парафія і Греко-Синайський Катерининський монастир. Після подільської пожежі 1811 року значна частина ділянки відійшла до міста. Через неї проклали вулиці Борисоглібську і теперішню Сагайдачного. А північно-західний бік зайняла Контрактова площа.
Спорудження двоповерхової з підвалами кам'яниці розпочали після подільської пожежі 1811 року, імовірно, на зламі 1810-х — 1820-х років. Кам'яниця складалась із наріжної і рядової частин. У 1870-х роках у наріжній двоповерхій споруді (№ 24) містилася одна крамниця, а в рядовій одноповерховій будівлі (№ 22/1) — шістнадцять. У подвір'ї спорудили флігель.
Близько 1922 року радянська влада націоналізувала будинок.
У 1936—1937 роках за проєктом архітектора Павла Савича наріжну споруду № 24 перебудували під універсальний магазин Воєнторгу. Згодом, до середини 2000-х років, тут містився Подільський універмаг. Під його потреби також віддали приміщення на першому поверсі будинку № 22/1. У флігелі облаштували склад.
10 жовтня 1994 року зареєстровано відкрите акціонерне товариство «Подільський універмаг», яке, головним чином, здавало в оренду приватну й державну нерухомість невиробничого призначення. На початку 2000-х років провели реконструкцію колишнього універмагу. 2005 року його приміщення зайняв заклад швидкого харчування «Пузата хата».

Будівля на старих фото
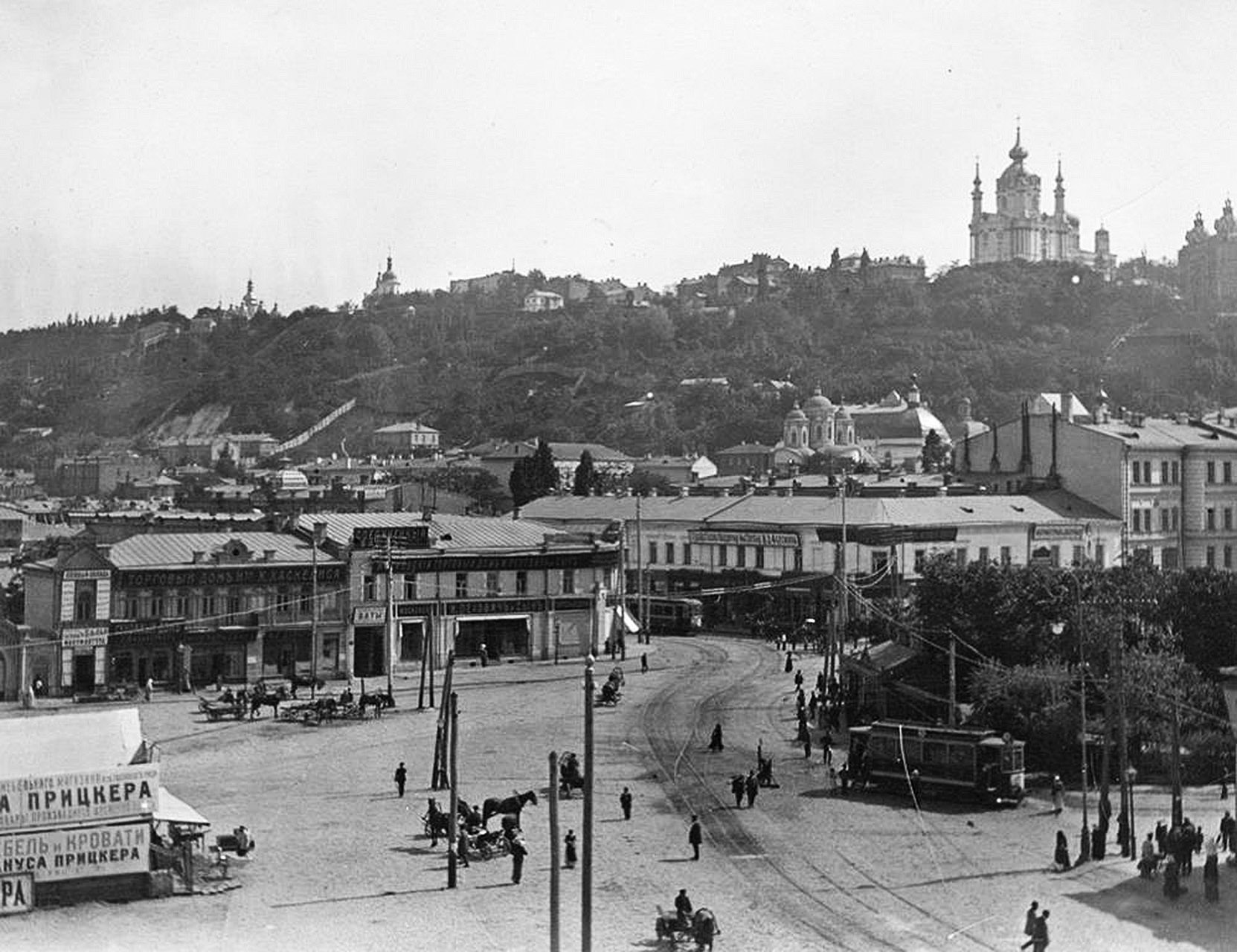
У центрі, зліва від трамвайної колії (1900-ті роки)
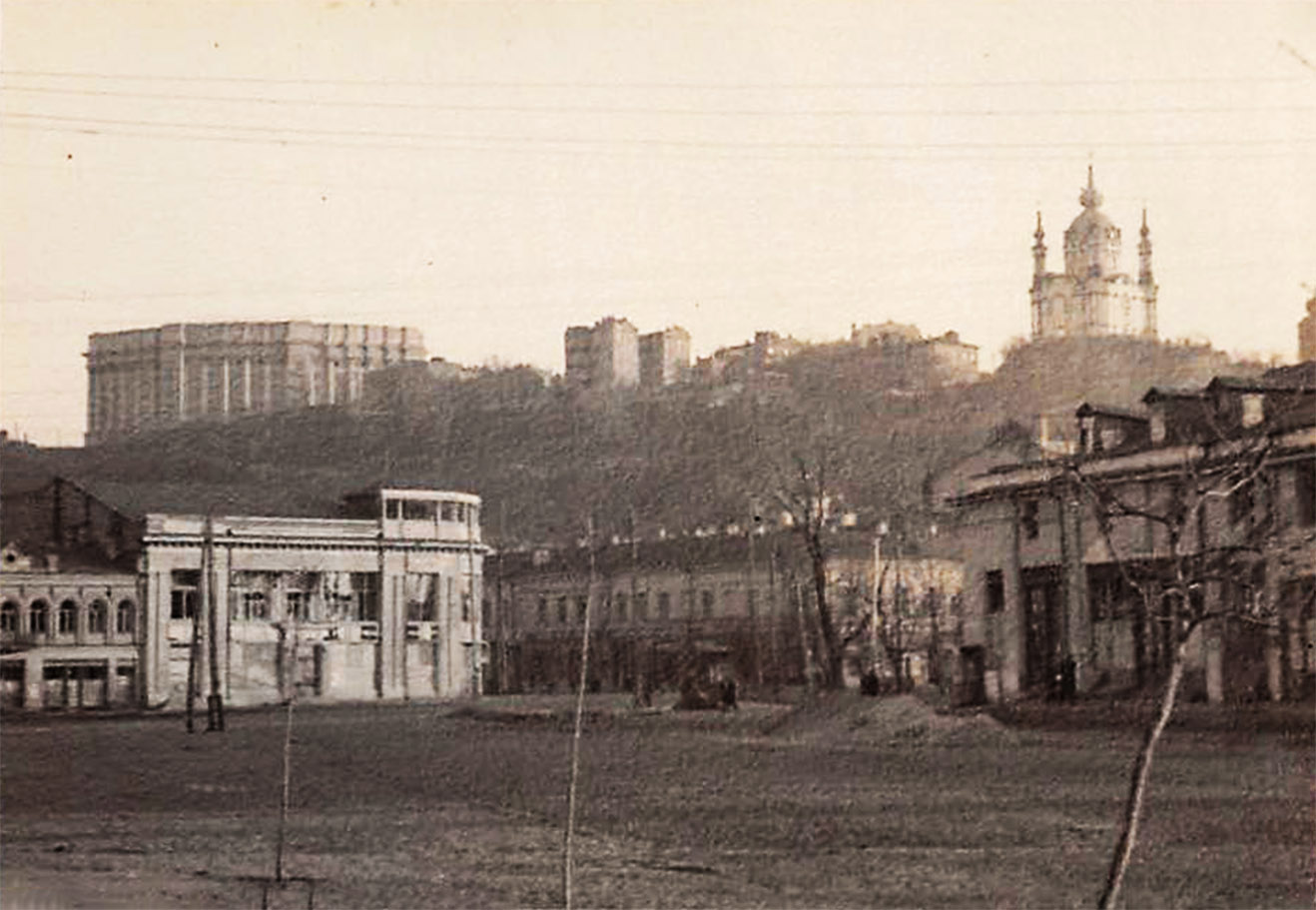
Ліворуч (1930-ті роки)

## Банкрутство і судові позови
27 лютого 2010 року розпочали процедуру банкрутства товариства з обмеженою відповідальністю «Пузата хата». А 9 березня 2011 року Господарський суд Києва офіційно визнав його банкрутом. Водночас власники мережі оголосили про банкрутство ще кількох компаній, зокрема й фірм, які здавали свої приміщення в оренду під ресторани. Їхня нерухомість виступила заставою за кредитом Укрсоцбанку. Під заставу передали також будівлю універмагу, вартість якої оцінювалася у понад 116 мільйонів гривень. 26 березня 2010 року Господарський суд Києва порушив справу про банкрутство товариства «Подільський універмаг». Щоб вийти із скрутного становища, його керівництво незаконно продало іншій фірмі приміщення закладу, що перебували у заставі. За фактом зловживання службовим становищем і легалізації коштів проти службових осіб Подільського універмагу порушили кримінальну справу.
Щодо «Пузатої хати», то, попри позови кредиторів, заклад продовжив свою діяльність і навіть спромігся збільшити прибутки.

## Архітектура
Первісно будинок, зведений за типовим (зразковим) проєктом, був вирішений у стилі класицизму. Будівля мала льох, вальмовий дах. Наріжжя було зрізане. Великі вітрини розміщувались на рустованому першому поверсі. Прямокутні віконні прорізи на другому увінчувались трикутними сандриками.
У ході реконструкції 1936—1937 років фасади оформили у перехідному стилі. Великі скляні площини і металеві рами — елементи, характерні для конструктивізму, заокруглене наріжжя — для стримлайну. А ордерна система вже вказує на радянський ретроспективізм (сталінський неокласицизм). З'явилася вежа зі світловим ліхтарем.
Двоповерхова, цегляна, тинькована, Г-подібна у плані будівля має двосхилий дах, залізобетонні пласкі перекриття, внутрішнє зальне планування, наріжні розгалужені тримаршові сходи. У льохах — хрещаті цегляні склепіння. Походження одного фрагмента нижнього підвального ярусу не з'ясоване.
Горизонтальне членування виділяється смугами засклення і глухим міжповерховим поясом. На кожному фасаді (з боку площі й вулиці) пари здвоєних пілястрів підкреслюють по два вертикальних прясла. Парапети з балюстради увінчують заокруглене наріжжя і прясла. Антаблемент з архітравом, фризом і карнизом підтримують пілястри.
Будівля має три портали — декоративні бокові й наріжний з бетонним піддашшям.
На початку 1970-х і в 1980-х роках провели ремонтні роботи. Модернізували внутрішні конструкції. Переробили вінцеву частину, зокрема спростили наріжну колонаду і прибрали вежу.

## Галерея

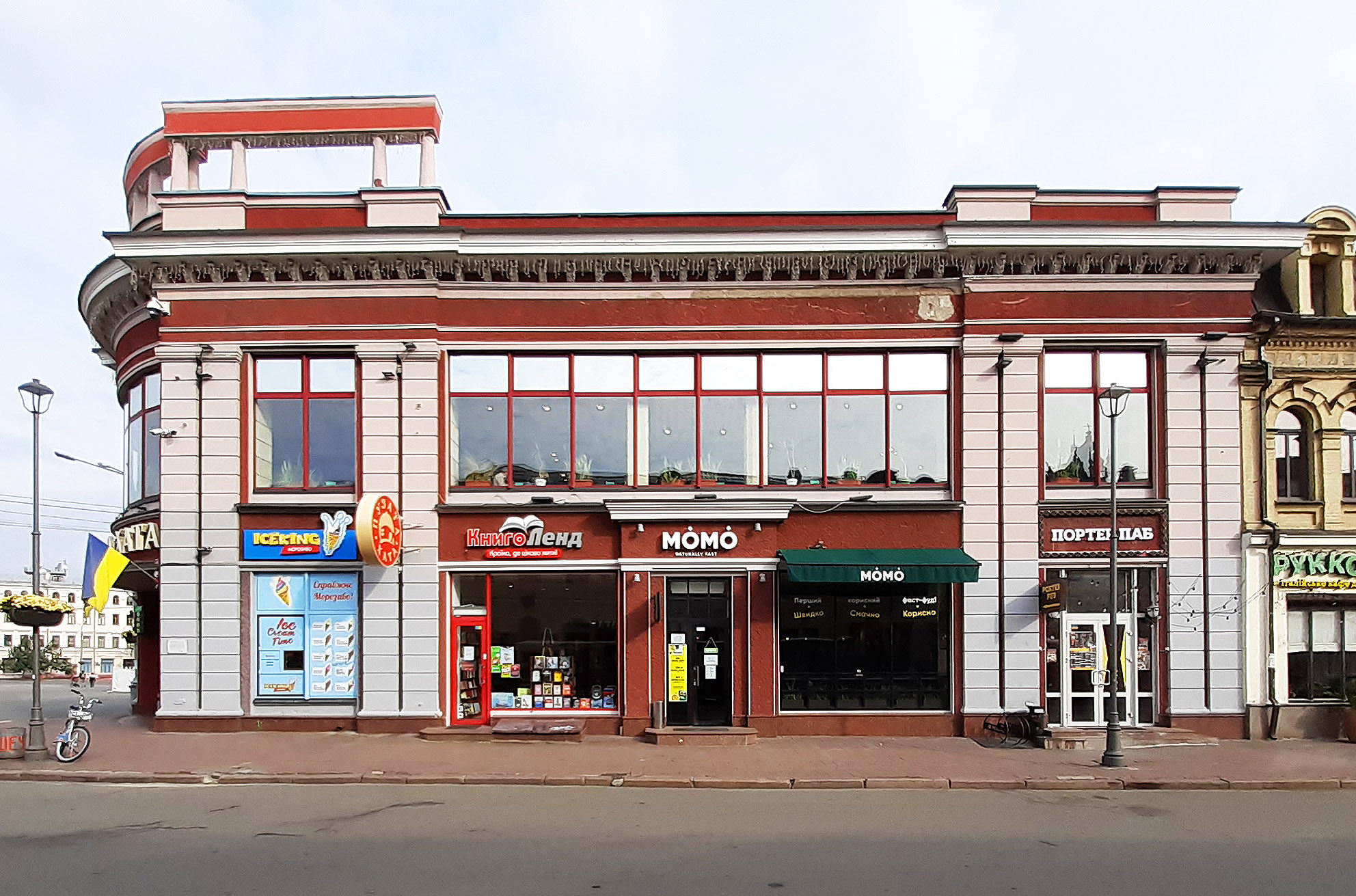
Фасад з боку вулиці Сагайдачного. Прясла справа і зліва виділені пілястрами
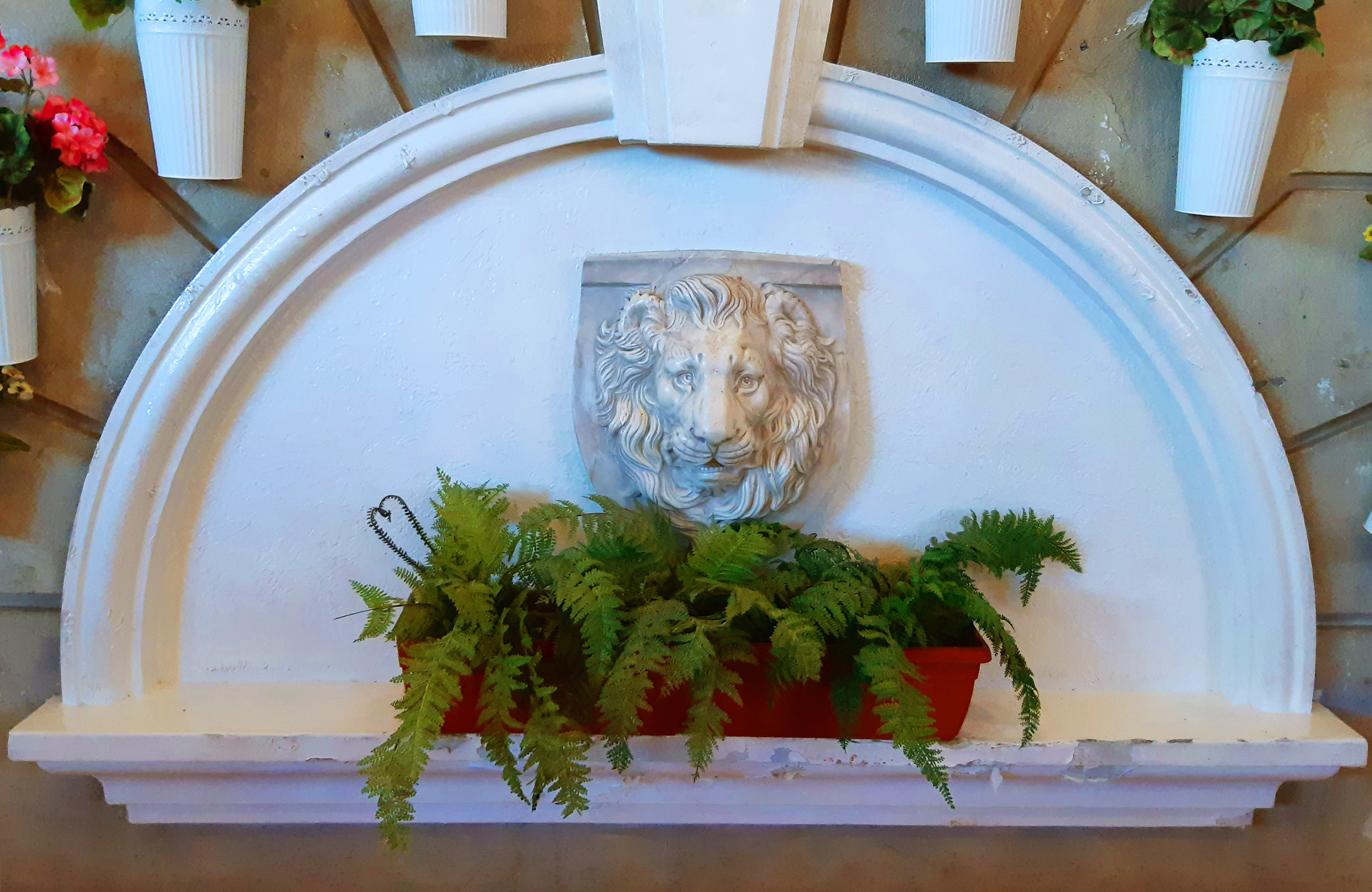
Лев'ячий маскарон
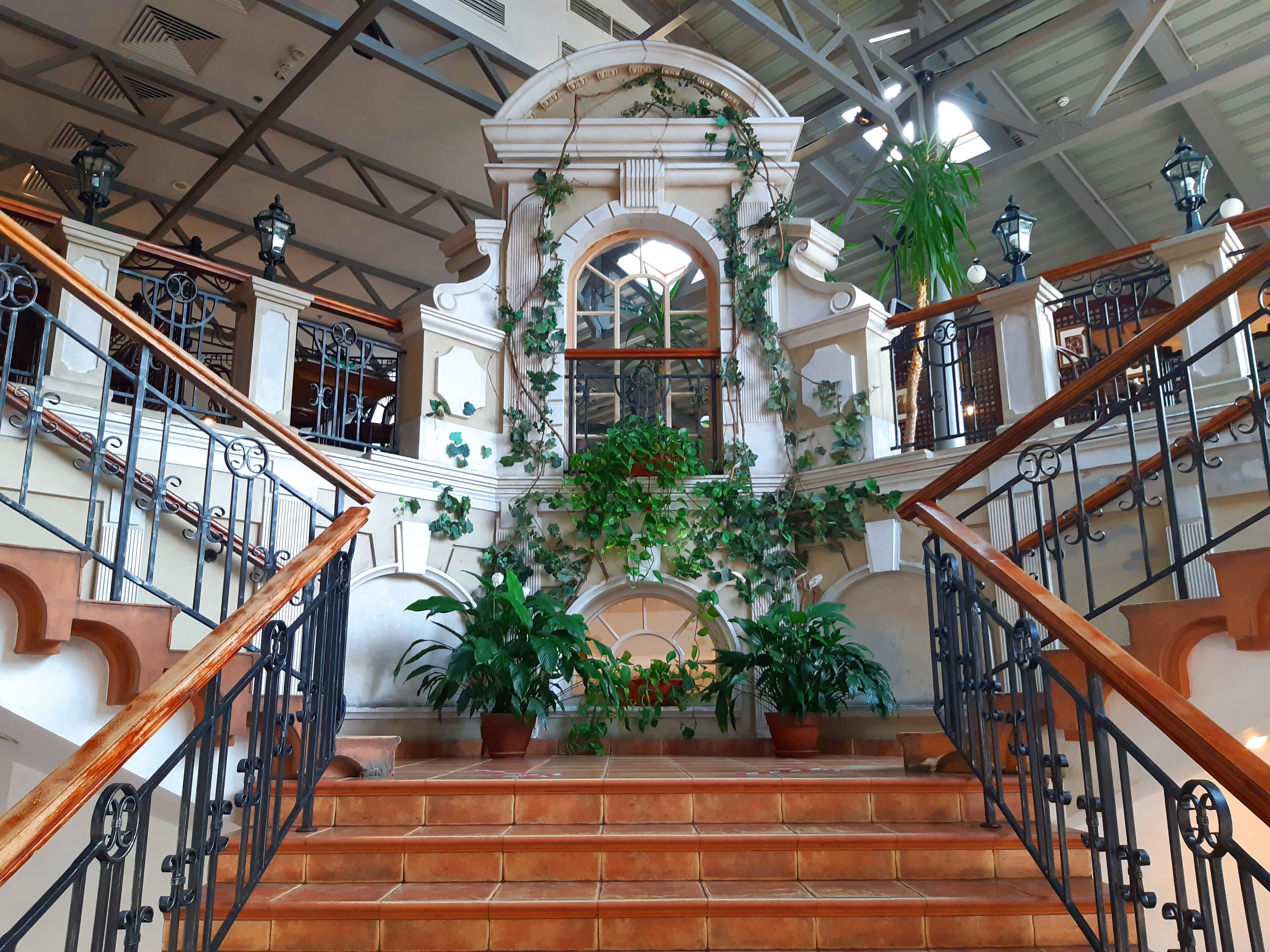
Псевдоісторичний декор